# Retrophyllum minor
Retrophyllum minor é uma espécie de conífera da família Podocarpaceae.
Apenas pode ser encontrada na Nova Caledónia.
Esta espécie está ameaçada por perda de habitat.